# Euphranta moluccensis
Euphranta moluccensis är en tvåvingeart som beskrevs av Hardy 1983. Euphranta moluccensis ingår i släktet Euphranta och familjen borrflugor. Inga underarter finns listade i Catalogue of Life.